# Once (filme)
Once (br: Apenas Uma Vez) é um filme musical irlandês de 2006 escrito e dirigido por John Carney. Rodado em Dublin, Irlanda, este drama naturalista é estrelado pelos músicos Glen Hansard (da popular banda de rock irlandesa "The Frames") e Markéta Irglová (compositora e instrumentista nascida na República Checa). Hansard e Irglová compuseram e executaram todas (exceto uma) as canções originais do filme.
Com orçamento de apenas 130.000 euros (160.000 dólares), o filme foi muito bem sucedido, sendo um sucesso de bilheteria nos Estados Unidos. Recebeu ótimas críticas e prêmios em 2008, como o Independent Spirit Award para melhor filme estrangeiro. A canção de Hansard e Irglová "Falling Slowly" venceu o Óscar de melhor canção original e foi indicada ao Grammy de 2008. Esta música também foi cantada pelo vencedor do American Idol 8, Kris Allen, julgada por Simon Cowell como "brilhante".

## Sinopse
Pelas ruas de Dublin, um músico toca suas composições próprias para arrecadar alguns trocados. Passando um dia por acaso, uma imigrante tcheca se encanta pelas melodias e entra, sem querer, na vida dele. Quando menos percebem os dois estão compondo canções sentimentais juntos, mas encontram algumas dificuldades para dar início a um romance. Ela é casada e ele vem de um relacionamento amoroso frustrado.